# Biserica Boteanu

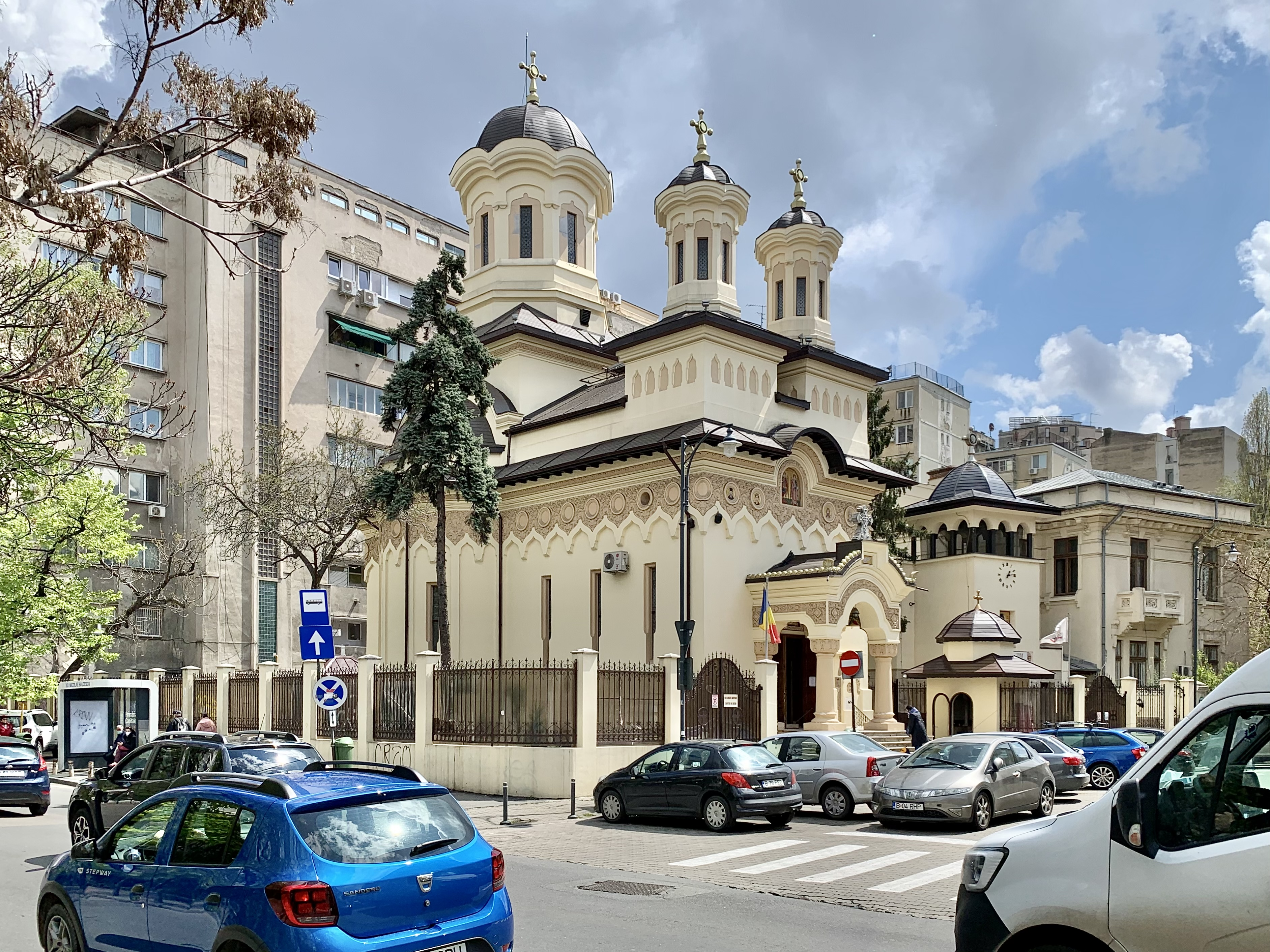
Biserica Boteanu în aprilie 2021

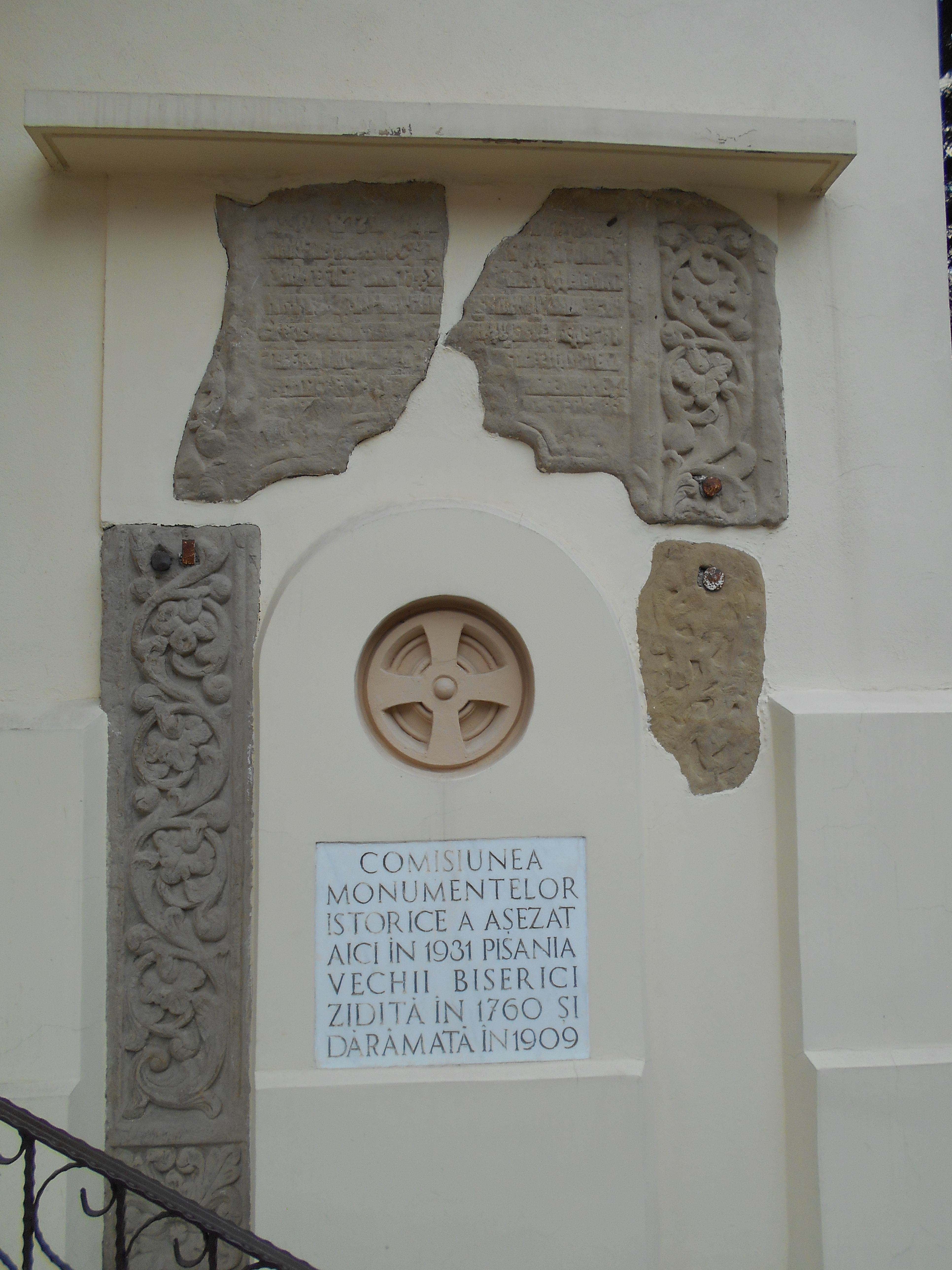
Pisania veche

Biserica Boteanu este o biserică ortodoxă din București, sector 1. La această Biserică se găsește o părticică din moaștele Sfântului Ioan Iacob. Istoria bisericii se întinde până în anul 1682, când un jupân cu numele Mihul a construit o biserică cu hramul „Tăierea Capului Sfântului Ioan Botezătorul”.  Biserica este mai cunoscută sub numele de „Bradu-Boteanu”, deoarece a crescut lângă biserică un brad înalt și deoarece biserica era lângă o mahala numit „Boteanului”.
La cutremurul din 1977, în apropiere, s-a prăbușit blocul „Dunărea”, aflat lângă frumoasa biserică-monument a „Ienii” sau „Enei”. În timpul lucrărilor de degajare a resturilor, utilajele au dărâmat, chipurile, „din greșeală” și biserica Ienii aflată în stânga blocului „Dunărea”, în dreptul Institutului de Arhitectură Ion Mincu și vis-à-vis de hotelul Intercontinental și Teatrul Național. De atunci, Biserica Boteanu, preluând hramul și sufletul acesteia, se cheamă „Boteanu – Ienii”.